# Vlaamse Schaakfederatie
De Vlaamse Schaakfederatie (VSF) is een van de drie Gemeenschapsfederaties die in Belgische het schaken behartigen. Het is de vertegenwoordiging van alle Vlaamse schaakliga's, die samenvallen met de vijf Vlaamse provincies. De vzw werd op 17 september 1977 opgericht samen met de twee andere Gemeenschapsfederaties.

## Algemeen
De VSF heeft als voornaamste doel om de Vlaamse schaker te vertegenwoordigen in vergaderingen van de Belgische Schaakbond (KBSB). De VSF heeft volgens de statuten van de KBSB recht op (minstens) één vertegenwoordiger in het Bestuur.
Ook de voorzitter mag een lid van de VSF zijn. Daarnaast mag de VSF nog een raadgevend lid afvaardigen.
De VSF heeft naast zijn doel als vertegenwoordiger ook verschillende andere kerntaken.
Specifiek concentreert de VSF zich op volgende kerntaken:
- Organisatie van de Vlaamse kampioenschappen voor volwassenen en jeugd.
- Opleiding van scheidsrechters en schaaktrainers
- Promotionele activiteiten zoals de organisatie van de Vlaamse schoolschaakkampioenschappen
- Vertegenwoordiging van de schakers tegenover de Vlaamse instellingen

De VSF vraagt lidgeld aan zijn leden. Deze leden zijn de verschillende schaakliga's (per provincie één, waarbij Vlaams-Brabant en Brussel samen één liga vormen). Het lidgeld wordt door de spelers aan hun club betaald. De club betaalt aan de liga's en zij betalen aan de VSF. In ruil krijgen zij stemrecht tijdens vergaderingen. In de praktijk worden deze stemmen echter door de clubs aan de liga's gegeven.

## Bestuur en commissies
De VSF beschikt over twee rechterlijke commissies: de Sportcommissie en de Beroepscommissie.
Daarnaast is er ook een Jeugdcommissie en een commissie Kadervorming.
De raad van bestuur kan nieuwe commissies in het leven roepen tijdens de Algemene Vergadering.

### Raad van bestuur
De raad van bestuur telt 13 leden: 
- een voorzitter
- een ondervoorzitter
- een penningmeester
- een secretaris
- een verantwoordelijke statuten/HR/wedstrijdreglementen
- een verantwoordelijke toernooien/kadervorming
- een verantwoordelijke jeugd
- een verantwoordelijke website
- vijf ligacommissarissen.

Elk kwartaal wordt een bestuursvergadering georganiseerd. Deze wordt geleid door de voorzitter van de VSF.
In deze vergaderingen wordt de dagorde besproken, samen met enkele (kleinere) zaken.
Grote zaken, organisaties... worden besproken tijdens de jaarlijkse Algemene Vergadering. Deze wordt georganiseerd vlak voor het begin van het werkingsjaar (beginnend op 15 september).
In deze vergadering wordt de raad van bestuur bijgestaan door de ereleden en een gevolmachtigd afgevaardigde van iedere liga.
Deze vergaderingen zijn ook openbaar. Ieder toegetreden lid, die aangesloten is bij de VSF, mag de A.V. dus bijwonen.

### Sportcommissie
De Sportcommissie telt vijf leden (een van elke liga). 
De commissieleden met de hoogste beroepsgraden (bv. juristen, dokters...) krijgen voorrang op de andere leden bij de stemming tot voorzitter.
De commissie is verantwoordelijk voor:
- de uitwerking en handhaving van een reglement van inwendige orde (= bestraffingen in wedstrijden)
- het behandelen van klachten tegen beslissingen van het bestuur van de VSF tijdens een competitie of toernooi.
- het behandelen van geschillen van financiële aard (= waarborgen, schadeclaims, sancties...)
- de geheimhouding van de klachten, ingediend bij de Sportcommissie

Bij het indienen van een klacht wordt van de schuldeiser een waarborg gevraagd. Die waarborg wordt teruggegeven indien de klacht terecht is.
Tegen elke beslissing van de Sportcommissie kan beroep aangetekend worden in de Beroepscommissie.

### Beroepscommissie
De Beroepscommissie is gelijkaardig opgesteld als de Sportcommissie (vijf leden, een van de hoogste in rang is voorzitter). 
Leden uit de Sportcommissie mogen niet zetelen in de Beroepscommissie en vice versa.
De commissie is verantwoordelijk voor:
- de uitwerking en handhaving van het reglement van inwendige orde. (Dit in overleg met de Sportcommissie)
- het behandelen van klachten tegen beslissingen van de Sportcommissie.
- de geheimhouding van de klachten, ingediend bij de Beroepscommissie.

Beroep tegen de beroepscommissie is niet mogelijk binnen de VSF. Er zijn nog mogelijkheden binnen de KBSB en de gewone rechtsgang.

### Jeugdcommissie
De Jeugdcommissie bestaat uit vijf jeugdverantwoordelijken per liga. Eén hiervan wordt verkozen tot de commissievoorzitter.
De commissie is verantwoordelijk voor:
- de inrichting van het Vlaams Jeugdkampioenschap
- de uitwerking en handhaving van een reglement van inwendige orde.
- raadgeving bij geschillen bij jeugdspelers (zie Sport- en Beroepscommissie)

De commissie beslist niets op eigen houtje. Elke beslissing dient door de raad van bestuur beslist worden.

### Commissie Kadervorming
De commissie Kadervorming bestaat uit vijf verantwoordelijken per liga. Daarnaast is er ook een VSF-verantwoordelijke, gekozen door de Algemene Vergadering. Hij treedt op als commissievoorzitter.
De commissie is verantwoordelijk voor:
- het inrichten van cursussen tot wedstrijdleider (scheidsrechter) per liga.
- het opstellen en actueel houden van cursussen
- het publiceren van alle wijzigingen aan de regels van het schaakspel, elo-verwerking, paringssystemen en de verschillende scheidingssystemen.
- het promoveren en benoemen van wedstrijdleiders in de verschillende categorieën (A,B,C, toernooileider).

De commissie heeft een zekere vrijheid, maar dient elke beslissing voor te leggen aan de raad van bestuur.

## Activiteiten
De VSF organiseert op regelmatige basis toernooien en andere activiteiten.
Zo is de VSF verantwoordelijk voor de organisatie van:
- het Vlaams Kampioenschap
- het Vlaams Jeugdkampioenschap
- het Vlaams Schoolschaakkampioenschap Middelbaar onderwijs
- het Vlaams Schoolschaakkampioenschap Lager onderwijs

Daarnaast ondersteunt de VSF ook verschillende toernooien, georganiseerd door anderen (schaakclubs, liga's, scholen...).
Voorbeelden zijn:
- Taminco Open Internationaal Schaaktoernooi, Gent (Organisatie door KGSRL)
- West-Vlaams Ploegenkampioenschap (Organisatie door Liga van West-Vlaanderen)
- Your Next Move (Organisatie door verschillende bedrijven, o.a. Option)
- Jeugdschaakcriterium (Organisatie door verschillende Vlaamse schaakclubs en liga's)

De VSF leent ook schaaksets uit aan lagere en middelbare scholen.